# Women's International Terrorist Conspiracy from Hell

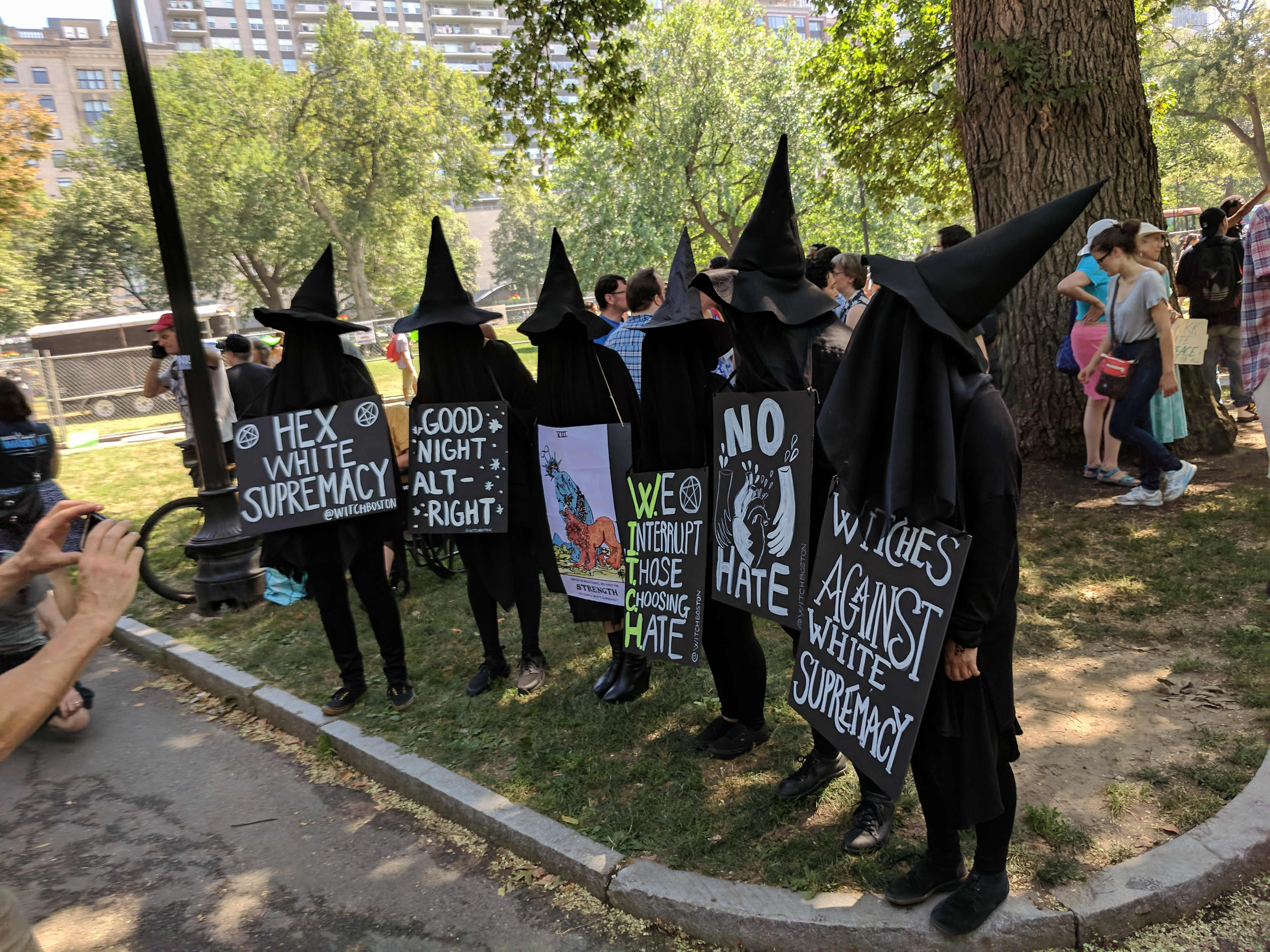
Miembros de W.I.T.C.H. Boston sosteniendo pancartas en contra de la protesta de Boston Free Speech el 19 de agosto de 2017

Women's International Terrorist Conspiracy from Hell, conocido por sus iniciales W.I.T.C.H., (en inglés, bruja) (en español: Conspiración Terrorista Internacional de las Mujeres del Infierno) fue el nombre que tomaron muchos grupos feministas, relacionados entre sí pero independientes, que se formaron en los Estados Unidos durante 1968 y 1969, y que fueron importantes en el desarrollo del feminismo socialista y el movimiento de liberación de las mujeres de finales de los años 60.
El nombre W.I.T.C.H. se amplió a veces también a Women Inspired to Tell their Collective History (Mujeres Inspiradas para Contar su Historia Colectiva), Women Interested in Toppling Consumer Holidays (Mujeres Interesadas en Derribar los Días-de-fiesta del Consumidor) y muchas otras variaciones.
El primer grupo W.I.T.C.H. surge en Nueva York en octubre de 1968. Sus fundadoras fueron las feministas socialistas, o las denominadas políticas, antiguas activistas del colectivo recién escindido New York Radical Women (NYRW). Se oponían a la idea que defendía el feminismo liberal de que las mujeres feministas debían combatir el patriarcado solas. En su lugar, W.I.T.C.H. consideraban que las feministas debían aliarse con el conjunto de las causas de la izquierda para lograr un cambio social de mayor repercusión en los Estados Unidos. Varias estudiosas han sugerido que al adoptar la iconografía de la bruja, W.I.T.C.H. representaba a las defensoras de varias formas de paganismo moderno orientadas al feminismo, tales como el dianismo.

## Historia
El grupo se dividió, principalmente, como resultado de desacuerdos sobre el papel de los grupos de concienciación (Consciousness Raising, CR) en el Redstockings (el nuevo hogar para los defensores del grupo CR) y W.I.T.C.H., un grupo que abogaba más por lo político (término que así usaban en inglés) que por acciones personales.
No había ninguna organización centralizada, sino que cada aquelarre de W.I.T.C.H. se formaba de manera independiente por mujeres inspiradas en las ideas y el ejemplo de las acciones anteriores. Su activismo se realizó principalmente en forma de zapping, una forma de teatro de guerrilla que mezclaba el teatro de calle y la protesta que había sido usada por el activismo temprano en contra de la discriminación contra la población LGBTQ. Con estas tácticas, que combinaban la protesta con la poesía y la hechicería, llamaban la atención generando humor al tiempo que poniendo de relieve acciones públicas, denuncias políticas y económicas en contra empresas y agencias gubernamentales.

## Fundación
En el marco del movimiento de liberación de mujeres estadounidense durante los años 60, había una división entre las consideradas políticos (así llamadas en inglés) y el feminismo radical. Las políticos se enmarcaban en el feminismo socialista y atribuían la opresión de la mujer al capitalismo, además que perseguían una alianza con otras causas de la izquierda, tales como el movimiento estadounidense de la Nueva Izquierda, el movimiento del Black Power el movimiento estudiantil y el movimiento contra la Guerra de Vietnam, para lograr un movimiento sociopolítico más amplio que provocara un cambio revolucionario. Por su lado, las feministas radicales no veían la opresión de la mujer como un síntoma del capitalismo y perseguían específicamente la liberación de la mujer para seguir siendo independientes del movimiento izquierdista más amplio.
W.I.T.C.H. surge a raíz de su separación con el colectivo de Mujeres Radicales de Nueva York (NYRW, por sus siglas en inglés) en 1969. Varias de las consideradas políticos dentro del NYRW, de forma más notable Robin Morgan y Florika, encontraron su inspiración en las acciones del Partido Internacional de la Juventud, también conocidos como “Yippies” (por la similitud con su nombre en inglés, Youth International Party), que se había fundado en diciembre de 1967 y que buscaba promover su mensaje a través de la provocación y la ofensa de la sensibilidad americana convencional. Precisamente la cofundadora de este grupo, Nanci Kurshan, fue la fundadora principal de W.I.T.C.H., junto a Morgan, Roz Payne y Sharon Krens 
Otras activistas del NYRW, tales como Kathie Sarachild y Carol Hanisch, mostraron su desacuerdo, pues defendían la necesidad de seguir con la concienciación y rechazaron la idea de optar por tácticas deliberadamente provocadoras.
Es así que varias de las consideradas políticos del NYRW fundaron luego W.I.T.C.H., entre las que participaron Morgan, Florika, Peggy Dobbins, Judy Duffet, Cynthia Funk y Naomi Jaffe. Existen alegaciones no confirmadas de que la creación de W.I.T.C.H. se inspiró en la decisión del Comité de Actividades Antiestadounidenses (HUAC, por sus siglas en inglés) de celebrar audiencias para investigar la participación de presuntos comunistas en una manifestación en protesta de la Convención nacional demócrata de 1968, esto debido a que las mujeres que formaron W.I.T.C.H. estaban en contra de que el HUAC hubiese citado a hombres radicales pero a ninguna de las activistas mujeres.
El grupo se formó en Nueva York en Halloween de 1968, momento en el que adoptaron el nombre de "Conspiración Terrorista Internacional de las Mujeres del Infierno", de cuyo nombre en inglés surge el acrónimo W.I.T.C.H. El grupo modificaba su nombre para adaptarlo a sus propósitos, si bien siempre han mantenido este acrónimo. Por ejemplo, en una manifestación en contra de la empresa de telecomunicaciones estadounidense Bell Telephone Company, el grupo adaptó su nombre a “Mujeres Indignadas contra el Acoso de la Empresa de Teléfonos” (Women Incensed at Telephone Company Harassment). Otros ejemplos son: “Mujeres Enfurecidas que Cuidan de los Vándalos” (Women Infuriated at Taking Care of Hoodlums) y “Mujeres Heridas por el Infierno de los Viajeros Corporativos" (Women Indentured to Traveler's Corporate Hell).

## Activismo
W.I.T.C.H. se dedicó a derrocar el dominio patriarcal de la sociedad de una manera, y de acuerdo con la académica Cynthia Eller, eligieron hacerlo de manera «ingeniosa, extravagante y teatral» realizando acrobacias políticas con temática de brujería. En Halloween de 1968 como acción inaugural se disfrazaron de brujas y marcharon por Wall Street para echar una maldición al distrito financiero de Nueva York. Morgan declaró que el Promedio Industrial Dow Jones se redujo drásticamente al día siguiente.La autora dejaba claro, además, que esta acción apoyaba la lucha de la clase obrera frente al capitalismo más que la lucha feminista.
Los siguientes actos de protesta de W.I.T.C.H. giraron en torno a ciertas cuestiones de las mujeres. En una ocasión, entraron en un conocido restaurante, Max's Kansas City, en el que distribuyeron dientes de ajo y tarjetas con la consigna: «nosotras somos brujas, nosotras somos mujeres, nosotras somos la liberación, nosotras somos nosotras». Al mismo tiempo coreaban: «nueve millones de mujeres quemadas por brujas», y les preguntaron a las mujeres que había allí cenando por qué permitían que un varón les pagara la cena.
En enero de 1969, varios grupos feministas organizaron una protesta contra la primera toma de posesión de Richard Nixon como presidente de los Estados Unidos en Washington D. C. activistas de W.I.T.C.H. se apropiándose de las pancartas de Las Feministas Radicales de Nueva York en las que rezaba la consigna «el feminismo vive», para luego sobreescribir su propia consigna con la palabra “BRUJA” en crayón. Circularon rumores durante la protesta que las activistas de W.I.T.C.H. habían planeado tirar del pódium a la feminista radical Shulamith Firestone en el momento que le tocará participar. No compartían las críticas de esta a aquellos varones involucrados en el movimiento de izquierda. Después de la protesta, las activistas de W.I.T.C.H. enviaron una carta al periódico The Guardian, repudiando el llamamiento de Firestone a los grupos de liberación para separarse del movimiento social de izquierda de la sociedad estadounidense. En esta carta, se describe la liberación de las mujeres como «parte de la lucha general: somos tan esenciales al movimiento como este es a nosotras». Insistieron en que los ataques de Firestone a los varones del movimiento, afirmando que «... poniéndonos en contra de los varones… sólo fortalecemos el patrón opresivo de que las mujeres se definen a través de estos».
En febrero de 1969, las activistas de W.I.T.C.H. realizaron una protesta en la feria nupcial de Madison Square Garden. Vistiendo velos negros coreaban «aquí vienen las esclavas a sus tumbas», y llenaron el lugar de pegatinas con la frase «planten cara a los promotores de putas», haciendo un juego de palabras con el eslogan de izquierda «planten cara a los promotores de guerra». Como parte de la manifestación, dejaron sueltos ratones blancos, que los asistentes al evento empezaron a recoger del suelo. Las feministas radicales criticaron a W.I.T.C.H. por reafirmar el estereotipo sexista de que las mujeres temen a los ratones. También condenaron lo que ellas entendían como el enfoque de W.I.T.C.H. basado en promover un mensaje del tipo «nosotras estamos liberadas y ustedes no» hacia otras mujeres, pues creían que al hacerlo la organización se estaba distanciando y alienando de la base del feminismo.
El 10 de agosto de 1969, un grupo de la W.I.T.C.H., que se hacía llamar Women Incensed at Telephone Company Harassment (Mujeres indignadas por el acoso de la compañía telefónica), se reunió en el cementerio de San Pablo de Nueva York para protestar por las condiciones de trabajo en AT&T.
Posteriormente, la historiadora Alice Echols expresó sus críticas por lo que veía como un «desprecio» por parte de W.I.T.C.H. hacia aquellas mujeres que no estaban implicadas en el activismo de izquierda. El evento dio lugar a una cobertura negativa de W.I.T.C.H. en los medios de comunicación, lo que provocó cierto disenso entre las componentes en torno a los objetivos y tácticas del colectivo. Tras el incidente, W.I.T.C.H. abandonó las tácticas de choque que había empleado anteriormente y centró su atención en el aumento de la concienciación.
Se fundaron «aquelarres» derivados de la W.I.T.C.H. en Chicago, Illinois, y Washington D. C. y las actuaciones «zaps» continuaron aproximadamente hasta principios de 1970. En 1969, un aquelarre de Chicago se reunió en una manifestación frente a la sede de la Autoridad de Tránsito de Chicago para «hechizar» a la CTA por una propuesta de subida del transporte mediante bailes y cánticos. En otra ocasión, miembros de la W.I.T.C.H. protestaron por el despido de un profesor feminista radical entrando en el departamento de sociología de la Universidad de Chicago y dejando recortes de pelo y uñas por todo el edificio.
En febrero de 1970, el aquelarre de Washington organizó una protesta durante una audiencia del Senado sobre el control demográfico. Interrumpieron el testimonio del senador de Texas Ralph Yarborough con cánticos y lanzando pastillas a los miembros del panel y a la gente que se encontraba en las tribunas.

## Su concepto de brujería
En sus panfletos, W.I.T.C.H. adoptó la hipótesis del culto de las brujas al sostener que aquellas personas perseguidas como presuntas brujas en la historia europea habían sido miembros de una religión pagana sobreviviente que las autoridades cristianas entonces procuraron suprimir. En su manifiesto, W.I.T.C.H. propagó la afirmación equívoca de que nueve millones de mujeres habían sido quemadas hasta morir en los juicios de brujas llevados a cabo durante los siglos XVI y XVII. Esta demanda se originó con la primera oleada feminista con activistas como Matilda Joslyn Gage.
W.I.T.C.H. consideraba que cualquier mujer podía convertirse en bruja al declararse como tal y que, además, cualquier grupo de mujeres podía formar un aquelarre de brujas. En uno de sus panfletos, se afirma que:

Si eres mujer y te atreves a mirar dentro de ti, eres una bruja. Tú creas tus propias reglas. Eres libre y hermosa. Puedes ser invisible o evidente en la forma que elijas para dar a conocer tu yo-bruja. Puedes formar tu propio aquelarre de hermanas brujas (trece es un número acogedor para un grupo) y hacer tus propias acciones... Eres una bruja por decir en voz alta «soy una bruja» tres veces y pensar en ello. Eres una bruja por ser mujer, indómita, colérica, jubilosa e inmortal.

## Miembros destacados
Entre las miembros de W.I.T.C.H. se encontraba la cofundadora Robin Morgan, estrella infantil de la televisión en los años 50 y miembro de los Yippies a finales de los 60, que se convirtió en una importante feminista. La cofundadora de los Yippies, Nancy Kurshan, también fue una de las primeras integrantes, mencionada en los documentos de la W.I.T.C.H. incluidos en la antología de 1970, Sisterhood is Powerful: An Anthology of Writings From The Women's Liberation Movement, editada por Morgan.
El Oxford English Dictionary atribuye a Morgan el uso del término herstory impreso en esta antología. Sobre W.I.T.C.H., Morgan escribió:

La fluidez y el ingenio de las brujas es evidente en su acrónimo siempre cambiante: el título básico y original era Women's International Terrorist Conspiracy from Hell [...] y el último que se ha oído en el momento de escribir este artículo es Women Inspired to Commit Herstory.

Sin embargo, poco después de la disolución de W.I.T.C.H., Morgan renegó de su postura política alineada con la Nueva Izquierda y abrazó un tipo de feminismo radical que se oponía rotundamente a "la izquierda masculina". Más tarde descalificó a W.I.T.C.H. como una forma de «protoanarquismo bufonesco» que no había «elevado nuestra propia conciencia mucho más allá de nuestras propias botas de combate».
Otros miembros destacados fueron Peggy Dobbins y Naomi Jaffe, que se unieron a la Organización Weather Underground.

## Legado
En 1979, la periodista Margot Adler opinó que, si bien en el momento de su fundación se consideraba a W.I.T.C.H. «un fenómeno marginal» dentro del movimiento feminista, a finales de los años setenta sus ideas eran aceptadas por una mayor proporción de feministas, aunque seguían siendo una minoría dentro de la comunidad feminista.
W.I.T.C.H. fue un grupo político más que religioso o espiritual, no obstante varios estudiosos de los estudios paganos las han considerado precursoras parciales de las wiccanas diánicas, las cuales componen una forma de paganismo moderno de orientación feminista que se desarrolló en los Estados Unidos durante la década de 1970.
Según Adler, los supuestos clave de W.I.T.C.H. sobre la naturaleza de la brujería y su conexión con la liberación de la mujer continuaron siendo el «manantial» de la wicca diánica y otras formas de paganismo militante.
La W.I.T.C.H. Roja, una escisión socialista de la W.I.T.C.H., fue creada por el personal docente de la Universidad de California en Berkeley después de presenciar las acciones de la W.I.T.C.H. en Chicago. Dirigida por Laura X, la W.I.T.C.H. Roja se opuso a los aspectos patriarcales de la organización socialista de principios de los 60, cuestionando las contradicciones entre los ideales de los varones radicales y su comportamiento.

### Resurgimiento
En 2015, los sucesos ocurridos en Chicago fueron retomados por tres mujeres. Su primera manifestación tuvo lugar en noviembre de 2015. Actos posteriores se centraron en la falta de vivienda asequible, el derecho al aborto y la condonación del racismo y el sexismo por parte de la administración Trump. En este mismo año, las integrantes organizaron un ritual en el barrio de Logan Square para protestar por las desigualdades en materia de vivienda en toda la ciudad. Entre las participantes en este evento se encontraban Jessica Caponigro, Chiara Galimberti y Amaranta Isyemille Ramos. En 2017, las integrantes del W.I.T.C.H. Chicago Coven de 2015-2017 se retiraron intencionadamente del ojo público para dar cabida a la instauración de un capítulo anónimo de W.I.T.C.H. en la historia de Chicago. Con todo, continúan promoviendo el uso de rituales para luchar contra la inequidad en todas sus formas.
En respuesta a las elecciones presidenciales de 2016 en Estados Unidos, se formaron grupos de protesta en Portland y Boston que tomaron el nombre de W.I.T.C.H. inspirándose en sus tácticas.